# Llau de les Encortades
La llau de les Encortades és una llau del terme municipal de Castell de Mur, dins de l'antic terme de Mur, al Pallars Jussà, en terres de Vilamolat de Mur.
Es forma al vessant de migdia del Planell de les Encortades, des d'on davalla cap al sud, decantant-se lleugerament cap a llevant, fins a abocar-se en la llau del Romeral just al nord del Carant del Duc.